# 비파샤 바수
비파샤 바수(힌디어: बिपाशा बसु, 영어: Bipasha Basu, 1979년 1월 7일 ~ )는 인도의 배우이다.

## 출연 작품
- 천재도둑 미스터 A - 쇼날리 보스 / 모날리 보스 역
- 얼론